# Rappbode
Die Rappbode ist ein rechter südwestlicher Zufluss der Bode im Harz in Sachsen-Anhalt. In ihrem Unterlauf wird sie von der Rappbode-Talsperre, der größten Talsperre im Harz, aufgestaut.

## Geographie

### Verlauf
Die Rappbode entspringt östlich der Bundesstraße 4 nahe dem Jägerfleck am Dreiländereck von Niedersachsen, Sachsen-Anhalt und Thüringen. Ihre Quelle befindet sich etwa 3 km südwestlich von Benneckenstein bzw. südöstlich von Hohegeiß in 575 m ü. NN Höhe. Auf der gegenüberliegenden Seite der B 4 entspringen zahlreiche Quellbäche der Zorge. Die Rappbode fließt in vorwiegend nordöstlicher Richtung durch die Orte Benneckenstein und Trautenstein, bevor sie in die Rappbodevorsperre und kurz darauf in die Rappbode-Talsperre mündet. In der nachgeschalteten Talsperre Wendefurth vereinigt sie sich dann mit der Bode.

### Zuflüsse
- Krugberwasser (rechts)
- Schlieferbach (links)
- Schmiedebach (links)
- Dammbach (rechts)
- Allerbach (links)
- Steinbach (links)
- Hassel (rechts)

## Freizeit
Das Tal der Rappbode ist über dem an die Luftseite der Staumauer der Rappbodetalsperre stoßenden Teil des Stausees der Talsperre Wendefurth von der Doppelseilrutsche Megazipline und der Fußgängerhängebrücke TitanRT überspannt. Die Rutsche ist etwa 1000 m lang und das frei hängende Teilstück der insgesamt 483 m langen Brücke 458,5 m.